# André Soussotte
André Soussotte, né le 15 septembre 1923 à Hinx, dans le département français des Landes, et mort fusillé le 30 novembre 1944 au camp de Gaggenau en Allemagne, est un militaire et résistant français.

## Présentation
André Soussotte est le fils de Jean Soussotte, tailleur d'habits, et de son épouse Mathilde Lagrasse, mère au foyer.

### Carrière militaire
Il entre comme élève à l'École des mousses à Brest en octobre 1939 à l'âge de 16 ans. En janvier 1940, après avoir signé un engagement de cinq ans dans la Marine nationale, il suit une formation de marin. Promu matelot de deuxième classe début juillet, il part suivre une formation de radiotélégraphiste à Toulon, sur l'ancien cuirassé « Océan », transformé en navire école.
De janvier 1941 jusqu'à sa mise en disponibilité en décembre 1942, André Soussotte est affecté sur différents bâtiments de la zone libre, tels que le cuirassé « Colbert », le croiseur « Gloire » et enfin le contre-torpilleur « Gerfaut ». Il est définitivement démobilisé le 1er octobre 1943, à tout juste vingt ans. Dès son retour à Hinx, et voulant continuer le combat, il s'engage dans la Résistance, dans le Service de Renseignements du réseau Alliance en tant qu'opérateur radio, sous le pseudonyme de « Lanneret ».

### Résistance
Chargé de la surveillance de la côte atlantique française de Ciboure à La Rochelle, il émet de divers endroits de sa commune d'Hinx ou de Dax (place Lonné, chez le chanoine Joseph Bordes, etc.). Pour ne pas se faire repérer, il se déplace fréquemment en transportant son émetteur dans une valise.
Grâce à sa virtuosité et à son audace, l'armée allemande subit de lourdes pertes dans le Golfe de Gascogne. Tous les services de radiogoniométrie du Sud Ouest sont mobilisés pour le neutraliser. Le 7 décembre 1943, les Allemands localisent son émetteur sur le boulevard Pierre Ier de Serbie à Bordeaux. André Soussotte est arrêté par la Gestapo mais avant, il a la présence d'esprit de terminer son message par ces mots : « Ils sont dans l'escalier ». D'autres arrestations suivront dont celle du chanoine Bordes.

### Arrestation
Il est d'abord transféré au fort du Hâ, où les conditions de vie sont terribles, pour y être interrogé et torturé. Le 18 janvier 1944, il est transféré en wagon à bestiaux à Compiègne. Le voyage dure trois jours et trois nuits, passés sans boire ni manger. Puis le 23 janvier, c'est le départ, dans les mêmes conditions, vers le camp de Buchenwald où il arrive le 1er février.
Le 4 mars, il est transféré au camp d'Offenburg  à vingt kilomètres de Strasbourg. Le 1er octobre, c'est le dernier voyage vers le camp de Gaggenau. André et ses camarades sont employés au déblaiement de la ville, durement touchée par les bombardements alliés. Le 30 novembre 1944, vers cinq heures du soir, on fait monter les neuf membres du réseau Alliance dans une camionnette ; André Soussotte est fusillé à l'âge de 21 ans avec ses compagnons (Pierre Audevie, Joseph Bordes, Sigismond Damm, Jean-Henri Durand, MIchel Gartner, Robert Gontier, André Joriot, Martin Sabarots).

### Hommage
Les corps d'André Soussotte et du Chanoine Joseph Bordes arrivent, le 4 novembre 1945 à la cathédrale de Dax où le 12 novembre sont organisées des obsèques solennelles. C'est alors une marche triomphale, qui accompagne la dépouille d'André jusqu'à l'église d'Hinx.
Le 12 mai 1946, une plaque est inaugurée à l'école communale d'Hinx et à cette occasion, le directeur de l'école, ami d'André Soussotte, fait l'allocation suivante aux élèves : « Lorsque dans un moment d'ennui ou de paresse, vous lèverez la tête vers cette plaque de marbre, ce nom en lettres dorées d'André Soussotte vous engagera à surmonter votre défaillance. Il vous rappellera que le devoir n'est pas toujours facile à accomplir. Il vous faudra beaucoup de persévérance et de courage dans la vie qui commence pour vous. »
Cette même année, sa mère reçoit un certificat d'appréciation signé de la main du maréchal Montgomery en témoignage de la satisfaction des autorités britanniques de ses services.

## Reconnaissance

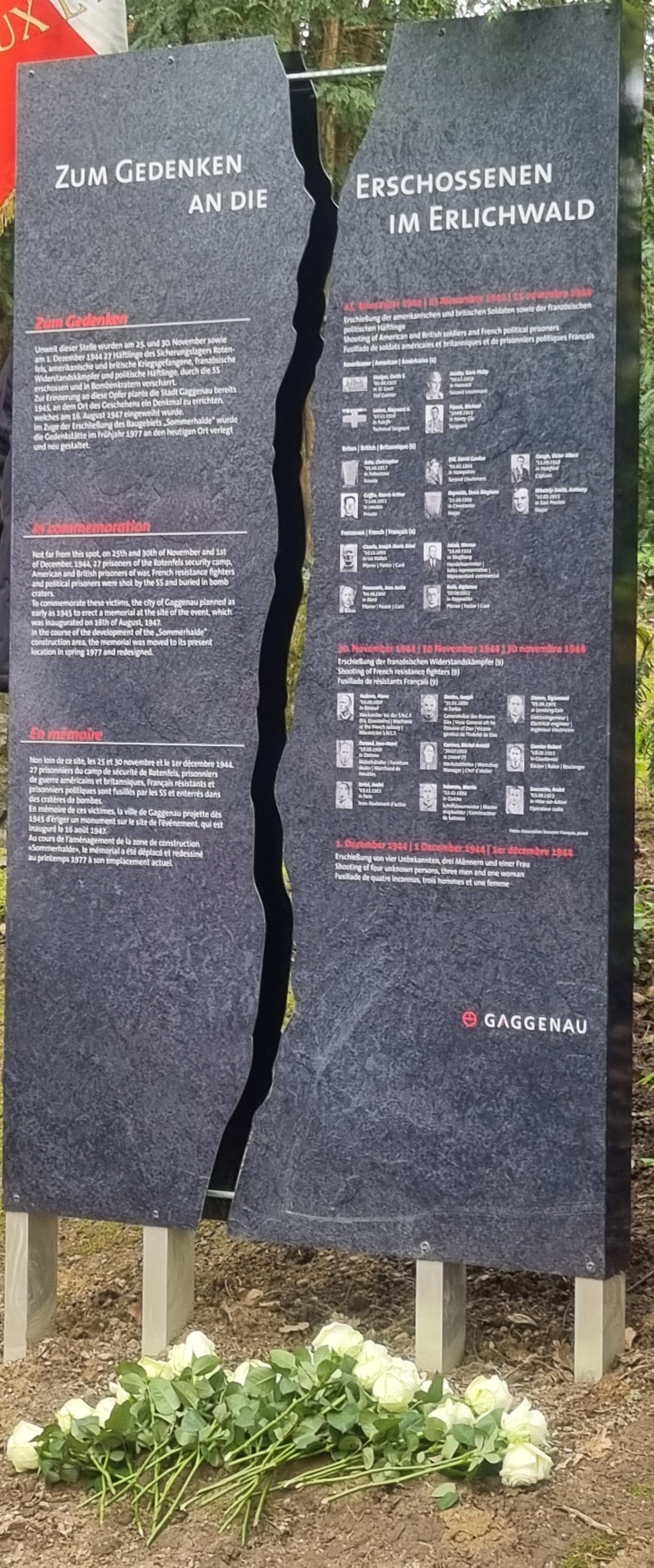
Stèle inaugurée le 30/04/2023 à Gaggenau.

À Gaggenau, son nom et sa photos figurent sur la stèle commémorative inaugurée, le 30 avril 2023, par la municipalité.

## Distinctions
À titre posthume :
- Chevalier de la Légion d'honneur (24 avril 1946)[1] ;
- Croix de guerre 1939–1945, palme de bronze (19 septembre 1954)[1] ;
- Médaille de la Résistance française par décret du (13 septembre 1954)[3].

Il est reconnu « Mort pour la France » (1946), « Mort en déportation » (13 décembre 2011).

## Galerie

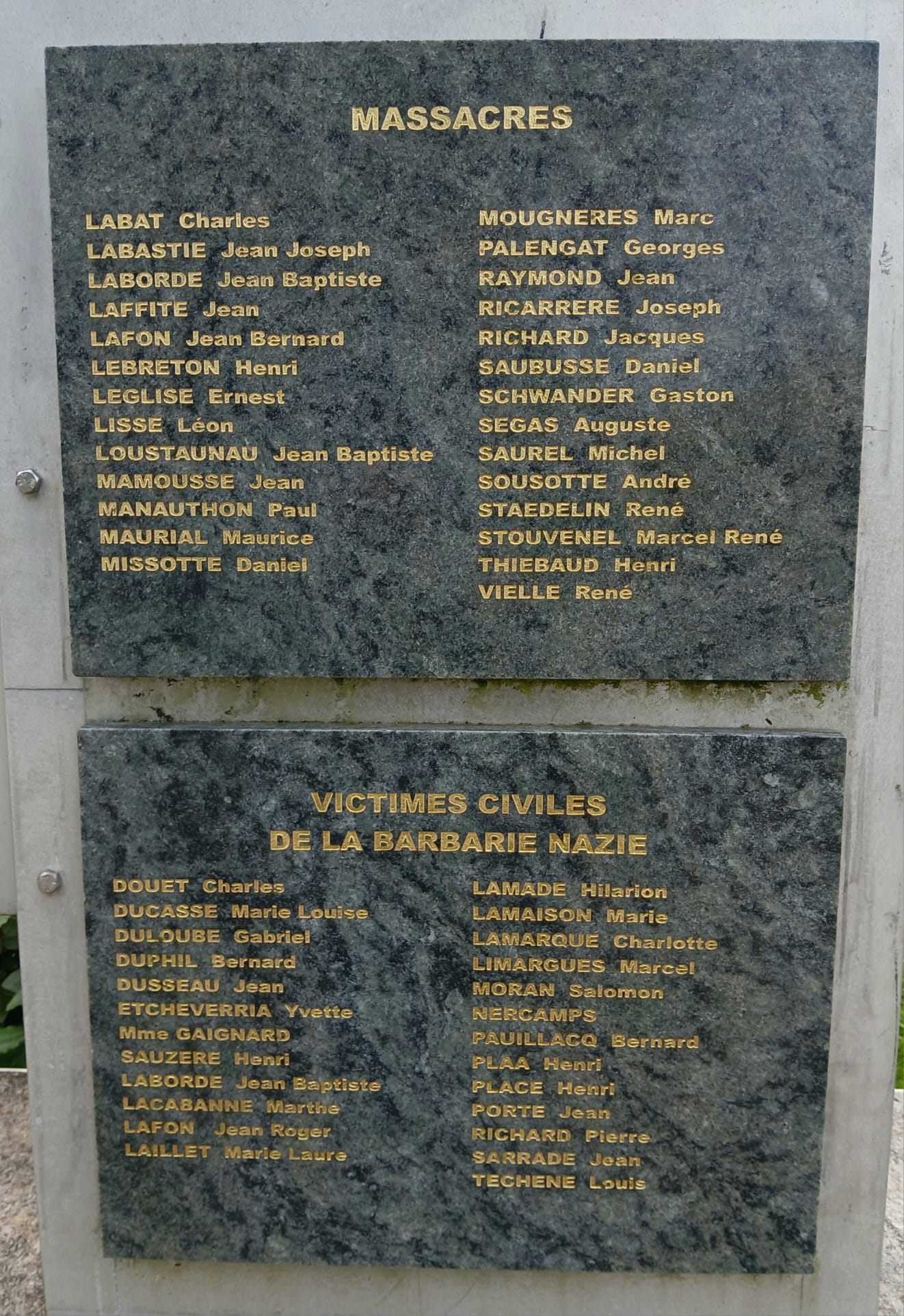
Nom d'André Soussotte figurant sur le Mémorial de la résistance landaise à Téthieu.